# Henrik Vasbányai
Henrik Vasbányai är en ungersk kanotist.
Han tog bland annat VM-guld i C-2 200 meter i samband med sprintvärldsmästerskapen i kanotsport 2011 i Szeged.